# Sarcophaga cavangarei
Sarcophaga cavangarei är en tvåvingeart som först beskrevs av Nandi 1988.  Sarcophaga cavangarei ingår i släktet Sarcophaga och familjen köttflugor. Inga underarter finns listade i Catalogue of Life.